# Snaefell (Isle of Man)
Der Snaefell ([ˈsnɛɪfɛl], altnordisch „Schneeberg“, Manx: Sniaull) ist mit 621 m ASL der höchste Berg der Isle of Man und der einzige über 600 m hohe auf der Insel. Er liegt in der Nähe von Laxey, nördlich der Inselhauptstadt Douglas.
Eine Legende besagt, dass man an einem klaren Tag sechs Königreiche von der Insel sehen kann: England, Irland, Schottland, Wales, die Isle of Man und den Himmel. Andere Versionen fügen das Reich Neptuns hinzu.
Die Snaefell Mountain Railway fährt seit 1896 von Laxey bis zum Gipfel. Dort gibt es ein Café und verschiedene Kommunikationsmasten. Die A18 Snaefell Mountain Road führt über den Snaefell.
Der Berg ist Namensgeber des Snaefell Mountain Course, der Motorsport-Rennstrecke, auf der unter anderem seit 1911 das Motorradrennen Isle of Man TT ausgetragen wird.